# Stay Free
Stay Free är den svenska popgruppen Brainpools tredje studioalbum, utgivet 1996. Albumet är inspelat i Lund och i Göteborg. Albumets egentliga titel är Think Left/Stay Free.

## Medverkande
Medverkande (Brainpool)
| Namn                  | Instrument                                               |
| --------------------- | -------------------------------------------------------- |
| Jan Kask              | Sång                                                     |
| David Birde           | Gitarr                                                   |
| Jens Jansson          | Trummor & Slagverk                                       |
| Christoffer Lundquist | Bass, Hamondorgel, Mellotron, Elektriskt Piano och Flöjt |

Andra medverkande
| Namn            | Instrument/Uppgift        |
| --------------- | ------------------------- |
| Peter Dahlberg  | Horn                      |
| Petter Lindgård | Horn                      |
| Åsa Winsell     | Master                    |
| John Cornfield  | Mix                       |
| Johan Lindberg  | Omslaget och annan design |

## Låtlista
| Nr  | Titel               | Text och Musik                   | Längd |
| --- | ------------------- | -------------------------------- | ----- |
| 1.  | Papercup            | Janne Kask/David Birde           | 4:13  |
| 2.  | Sister C'mon        | Kask/Birde                       | 4:35  |
| 3.  | A Proper Education  | Kask/Birde                       | 3:06  |
| 4.  | Here's A Boy        | Kask/Birde                       | 2:51  |
| 5.  | High                | Kask/Birde/Christoffer Lundquist | 5:40  |
| 6.  | The King of Georgia | Kask/Birde                       | 4:19  |
| 7.  | Free Ride           | Kask/Birde                       | 4:39  |
| 8.  | In A Box            | Kask/Birde                       | 2:21  |
| 9.  | Wanted              | Kask/Birde                       | 2:48  |
| 10. | Smallville          | Kask/Birde                       | 3:03  |
| 11. | Low                 | Kask/Birde/Lundquist             | 8:54  |